# Epicephala orientale
Epicephala orientale är en fjärilsart som först beskrevs av Henry Tibbats Stainton 1856.  Epicephala orientale ingår i släktet Epicephala och familjen styltmalar. Inga underarter finns listade i Catalogue of Life.